# Olaf Drümmer
Olaf Drümmer (* 4. August 1959) ist ein deutscher Software-Unternehmer und Sachbuchautor. Er gilt „weltweit als ausgewiesener Fachmann für PDF und Farbmanagement“.

## Leben
Olaf Drümmer studierte in Heidelberg von 1980 bis 1982 Evangelische Theologie und von 1982 bis 1990 Psychologie mit den Studienschwerpunkten Pädagogische Psychologie und Software-Ergonomie. Sein Psychologie-Studium an der Heidelberger Ruprecht-Karls-Universität schloss er 1990 mit dem Diplom ab. Anschließend war er von 1991 bis 1994 im Bereich Dienstleistung und Softwareentwicklung für Desktop-Publishing (DTP) selbstständig tätig. 1995 gründete er die Firma callas software, die u. a. Softwareerweiterungen entwickelte für QuarkXPress und Quark Publishing System mit den inhaltlichen Schwerpunkten Druckausgabeprozesse, Druckvorlagenerstellung, Produktionsplanung und Produktionsverfolgung. Im Herbst 1995 wandelte er seine Einzelfirma in eine GmbH um, seitdem firmiert diese unter seiner Leitung als callas software GmbH mit Sitz in Berlin.
Heute wird die callas software GmbH gemeinsam von Olaf Drümmer und Ulrich Frotscher als Geschäftsführer geleitet und hat sich inzwischen auf die Entwicklung von PDF-Analyse- und Prüf-Software spezialisiert. Das Unternehmen ist u. a. Entwickler der 2003 erschienenen Preflight-Funktionalität in Adobe Acrobat seit Version 6. 2006 gründete Drümmer die Schwesterfirma axaio software gmbh, die ihren Sitz ebenfalls in Berlin hat und die er seitdem als alleiniger Geschäftsführer leitet. Die axaio software entwickelt u. a. Plug-ins für Adobe InDesign/InCopy/Illustrator und XTensions für QuarkXPress.
Seit Beginn der 1990er-Jahre befasste Drümmer sich intensiv mit Softwareentwicklung für DTP-basierte Druckvorstufenproduktion sowie seit dessen Veröffentlichung 1993 insbesondere auch mit dem Dateiformat „PDF“ für den Einsatz in der Druckvorstufe. Im Jahr 1997 initiierte er die deutsch-schweizerische PDF-Expertenrunde, die 1998 das Positionspapier „PDF in der Druckvorstufe“ veröffentlichte. Drümmer hielt zahlreiche Vorträge im In- und Ausland und trat auf vielen Seminaren auf. Er publizierte mehrere Artikel in deutschsprachigen Fachzeitschriften und auf Webportalen, wie z. B. in der (inzwischen eingestellten) Computerzeitschrift MACup oder beim Branchen-Nachrichtendienst Beyond-Print.de. Außerdem veröffentlichte er als Autor und teils als Co-Autor mehrere Sachbücher, die zum Teil mehrere Auflagen erfuhren sowie teils in mehrere andere Sprachen übersetzt wurden.
Drümmer ist seit 1999 aktiver Mitwirkender an der Standardisierung von PDF/X-3 in der ISO sowie seit 2002 auch an der ISO-Standardisierung von PDF/A beteiligt. Er ist Mitglied in mehreren internationalen Institutionen und Verbänden, wie DIN e. V., European Color Initiative (ECI), Ghent PDF-Workgroup, PDF/A Competence Center, PDF Association und PDF/X-ready. Drümmer ist Vorsitzender der ECI (seit 2007) sowie der PDF Association (seit 2010), und leitet im BITKOM den Arbeitskreis ECM-Standards.
Olaf Drümmer lebt in Berlin.

## Veröffentlichungen (Auswahl)
- Sichere digitale Langzeitarchivierung. Ein Handbuch für die Praxis (= Beuth Praxis). 1. Auflage. Beuth, Berlin 2012, ISBN 978-3-410-17922-1 (mit: Susanne Dobratz, Siegfried Hackel; herausgegeben von: DIN e. V.).
- Farbmanagement in DTP-Anwendungen. Empfehlungen und Hilfsmittel für optimale Arbeitsabläufe. Print-&-Media-Forum/Bundesverband Druck und Medien e. V (bvdm), Wiesbaden 2006–2008, DNB 982442807 (mehrteilig, teils als Medienkombination):
  - CD-ROM. Broschüren und Referenzkarten als PDF-Dateien, Standard-ICC-Profile. Update. 2008, DNB 98928879X (1 CD-ROM).
  - 3. Adobe Photoshop CS3, Adobe Illustrator CS3, Adobe InDesign CS3, Adobe Acrobat 8 Professional, QuarkXPress 7. 2008, DNB 989257371 (Publikation, mit 10 Kurzreferenz-Karten).
  - 2. Adobe Photoshop CS2, Adobe Illustrator CS2, Adobe InDesign CS2, Adobe Acrobat 7 Professional. 2006, DNB 98235309X (Publikation, mit 8 Kurzreferenz-Karten).
  - 1. Adobe Photoshop CS, Adobe Illustrator CS, Adobe InDesign CS, QuarkXPress 6.5, Adobe Acrobat 6 Professional. 2006, DNB 982353022 (Publikation, mit 9 Kurzreferenz-Karten).
  - CD-ROM. Broschüren und Referenzkarten als PDF-Dateien, Standard-ICC-Protokolle. 2006, DNB 98235293X (1 CD-ROM).
- PDF,A kompakt. Digitale Langzeitarchivierung mit PDF. Callas Software, Berlin 2007, ISBN 978-3-9811648-0-0 (mit: Alexandra Oettler, Dietrich von Seggern. Online frei verfügbar.[6]).
  - PDF,A in a nutshell. Long term archiving with PDF. Callas Software, Berlin 2007, ISBN 978-3-9811648-1-7 (englischsprachige Ausgabe; mit: Alexandra Oettler, Dietrich von Seggern).
  - PDF,A : l'essentiel. Archivage numérique à long terme avec PDF. Callas Software, Berlin 2008, ISBN 978-3-9811648-2-4 (französischsprachige Ausgabe; mit: Alexandra Oettler, Dietrich von Seggern).
- Das Standard-Datenformat für die Druckproduktion PDF/X-3. Bundesverband Druck und Medien e. V (bvdm), Wiesbaden 2004, DNB 97171147X.
  - The standard data format for print production PDF/X-3. Bundesverband Druck und Medien e. V (bvdm), Wiesbaden 2004, DNB 971711550 (englischsprachige Ausgabe).
  - Le format de données standard pour l’impression PDF/X-3. Bundesverband Druck und Medien e. V (bvdm), Wiesbaden 2004, DNB 971711615 (französischsprachige Ausgabe).
- Die PostScript- & PDF-Bibel. 2. Auflage. dpunkt-Verlag, Heidelberg 2002, ISBN 3-935320-01-9 (mit: Thomas Merz).
- Acrobat 4.0 und PDF für Prepess. Effizienter Einsatz der PDF-Technologie in der Druckvorstufe. Addison-Wesley, Bonn 1999, ISBN 3-8273-1458-5.